# 白岡菖蒲インターチェンジ
白岡菖蒲インターチェンジ（しらおかしょうぶインターチェンジ）は、埼玉県白岡市下大崎にある首都圏中央連絡自動車道（圏央道）のインターチェンジである。白岡市と久喜市の境に位置しており、東日本高速道路では当ICの所在地を久喜市としている。

## 概要
2015年（平成27年）10月31日の桶川北本IC - 当IC間の開通により西側主要区間が全通することになり、東北道と関越道、中央道、東名高速が圏央道経由で結ばれることになった。

## 歴史
- 2010年（平成22年）9月30日：当ICの名称が「菖蒲白岡IC（仮称）」から「白岡菖蒲IC」で正式決定[4]。
- 2011年（平成23年）5月29日：白岡菖蒲IC - 久喜白岡JCT間開通に伴い、供用開始[1]。
- 2015年（平成27年）10月31日：桶川北本IC - 白岡菖蒲IC間開通[5]。

## 周辺
- 稲荷神社
- 白岡市立大山小学校

## 接続する道路
- 直接接続
  - C4首都圏中央連絡自動車道(62番)
  - 国道122号（騎西菖蒲バイパス）

## 料金所
ブース数：4

### 入口
- ブース数：2
  - ETC専用：1
  - 一般：1

### 出口
- ブース数：2
  - ETC専用：1
  - 一般：1

## 隣
C4 首都圏中央連絡自動車道
(61)桶川加納IC - 菖蒲PA - (62)白岡菖蒲IC - (70)久喜白岡JCT - (71)幸手IC